# Living Years
Albums de Mike + The Mechanics
Mike + The Mechanics
(1985) Word of Mouth
(1991)
Singles
Living Years est le second album studio du groupe Mike + The Mechanics. Il sort en novembre 1988.

## Titres
| No  | Titre               | Auteur                                       | Durée      |
| --- | ------------------- | -------------------------------------------- | ---------- |
| 1.  | Nobody's Perfect    | Mike Rutherford, B. A. Robertson             | 4 min 48 s |
| 2.  | The Living Years    | Mike Rutherford, B. A. Robertson             | 5 min 32 s |
| 3.  | Seeing Is Believing | Mike Rutherford, B. A. Robertson             | 3 min 13 s |
| 4.  | Nobody Knows        | Mike Rutherford, Christopher Neil            | 4 min 24 s |
| 5.  | Poor Boy Down       | Mike Rutherford, Christopher Neil            | 4 min 33 s |
| 6.  | Blame               | Mike Rutherford, Christopher Neil            | 5 min 24 s |
| 7.  | Don't               | Mike Rutherford, Christopher Neil            | 5 min 45 s |
| 8.  | Black and Blue      | Mike Rutherford, B. A. Robertson, Paul Young | 3 min 27 s |
| 9.  | Beautiful Day       | Mike Rutherford, B. A. Robertson, Paul Young | 3 min 39 s |
| 10. | Why Me?             | Mike Rutherford, B. A. Robertson             | 6 min 26 s |

## Musiciens
- Mike Rutherford : guitare et basse, chant, producteur
- Paul Young : chant
- Paul Carrack : chant
- Adrian Lee : clavier
- Peter Van Hooke : batterie

### Musiciens additionnels
- Alan Murphy : guitare
- Sal Gallina : claviers
- B. A. Robertson : claviers
- Martin Ditcham : percussion
- Luis Jardim : percussion
- Christopher Neil : choriste, producteur
- Alan Carvell : choriste
- Michael Stuckey : chef du chœur
- Phil Collins et Tony Banks : riff de Black and Blue (sample de la session d'enregistrement de Invisible Touch de Genesis).